# 大統領上級政治顧問
大統領上級政治顧問（だいとうりょうじょうきゅうせいじこもん、英語: Senior Advisor to the President）とは、アメリカ合衆国大統領に対して助言を行う上級政治アドバイザーにより使用される職位である。大統領上級政治顧問には、正式に政府の決定を行う権限はないが、決定に対して大きな影響がある。上級政治顧問の役割は、重要な問題について、戦略的アドバイス、分析、推奨事項を提供することである。
ホワイトハウス上級顧問（White House senior advisors）は、ホワイトハウスオフィスの上級構成員であり、この職位は1993年以来正式に使用されている。

## 歴代の顧問一覧
| 写真 | 氏名                             | 居住州             | 所属政党 | 就任          | 退任          | 仕えた大統領          |
| ---- | -------------------------------- | ------------------ | -------- | ------------- | ------------- | --------------------- |
|      | カール・ローヴ                   | テキサス州         | 共和党   | 2001年1月21日 | 2007年8月31日 | ジョージ・W・ブッシュ |
|      | バリー・スティーブン・ジャクソン | オハイオ州         | 共和党   | 2007年9月1日  | 2009年2月19日 | ジョージ・W・ブッシュ |
|      | デイヴィッド・アクセルロッド     | イリノイ州         | 民主党   | 2009年1月20日 | 2011年1月10日 | バラク・オバマ        |
|      | ピート・ラウス                   | サウスダコタ州     | 民主党   | 2009年1月20日 | 2010年10月1日 | バラク・オバマ        |
|      | バレリー・ジャレット             | イリノイ州         | 民主党   | 2009年1月20日 | 2017年1月20日 | バラク・オバマ        |
|      | デビッド・プラフ                 | デラウェア州       | 民主党   | 2011年1月10日 | 2013年1月25日 | バラク・オバマ        |
|      | ダニエル・ファイファー           | デラウェア州       | 民主党   | 2013年1月25日 | 2015年3月6日  | バラク・オバマ        |
|      | ブライアン・ディーズ             | マサチューセッツ州 | 民主党   | 2015年2月13日 | 2017年1月20日 | バラク・オバマ        |
|      | シャイラ・マリー                 | ニューヨーク州     | 民主党   | 2015年4月3日  | 2017年1月20日 | バラク・オバマ        |
|      | ジャレッド・クシュナー           | ニュージャージー州 | 共和党   | 2017年1月20日 | 2021年1月20日 | ドナルド・トランプ    |
|      | スティーブン・ミラー             | カリフォルニア州   | 共和党   | 2017年1月20日 | 2021年1月20日 | ドナルド・トランプ    |
|      | イヴァンカ・トランプ             | ニューヨーク州     | 共和党   | 2017年3月28日 | 2021年1月20日 | ドナルド・トランプ    |
|      | ケビン・ハセット                 | マサチューセッツ州 | 共和党   | 2020年4月15日 | 2020年7月1日  | ドナルド・トランプ    |
|      | マイク・ドニロン                 | ロードアイランド州 | 民主党   | 2021年1月20日 | 2025年1月20日 | ジョー・バイデン      |
|      | セドリック・リッチモンド         | ルイジアナ州       | 民主党   | 2021年1月20日 | 2025年1月20日 | ジョー・バイデン      |
|      | アニタ・ダン                     | メリーランド州     | 民主党   | 2021年1月20日 | 2025年1月20日 | ジョー・バイデン      |
|      | ジーン・スパーリング             | ミシガン州         | 民主党   | 2021年3月15日 |               | ジョー・バイデン      |
|      | ニーラ・タンデン                 | マサチューセッツ州 | 民主党   | 2021年5月17日 |               | ジョー・バイデン      |